# Order of Hockey in Canada
Der Order of Hockey in Canada ist eine 2012 gegründete Auszeichnung des kanadischen Eishockeyverbands Hockey Canada. In diesen werden Spieler, Trainer und Funktionäre aufgenommen, die sich um den Eishockeysport in Kanada verdient gemacht haben. Im ersten Jahr wurden fünf Persönlichkeiten aufgenommen, anschließend sollen maximal drei Persönlichkeiten pro Jahr aufgenommen werden.

## Mitglieder des Order of Hockey
| Jahr | Preisträger                                                                    |
| ---- | ------------------------------------------------------------------------------ |
| 2012 | Jean Béliveau Cassie Campbell-Pascall Wayne Gretzky Gordie Howe Gordon Renwick |
| 2013 | Paul Henderson Dave King Mark Messier                                          |
| 2014 | Clare Drake France St. Louis Steve Yzerman                                     |
| 2015 | Jim Gregory Pat Quinn Serge Savard                                             |
| 2016 | David Branch Geraldine Heaney Mario Lemieux Bob Nicholson                      |
| 2017 | Scotty Bowman Murray Costello Fran Rider                                       |
| 2018 | Mike Babcock Danielle Goyette Ryan Smyth                                       |
| 2019 | George Kingston Jayna Hefford Ken Hitchcock                                    |
| 2020 | Ken Dryden Sheldon Kennedy Charles Tator                                       |
| 2021 | Bill Hay Angela James Kevin Lowe                                               |
| 2022 | Guy Lafleur Lanny McDonald Kim St-Pierre                                       |